# Marc Innaro
Marc Innaro (Napoli, 5 agosto 1961) è un giornalista italiano, caporedattore dell’ufficio di corrispondenza della Rai per l'Egitto con sede a Il Cairo.

## Biografia

### L'esordio in Rai
Laureatosi nel 1985 in lingua e letteratura russa presso l'Università degli Studi di Napoli "L'Orientale", nel 1990 inizia a lavorare in Rai venendo destinato al Giornale Radio.
Dal febbraio 1994 al febbraio 2001 è destinato a Mosca come inviato corrispondente per i servizi radiotelevisivi dalla Russia e i Paesi dell’ex-Unione Sovietica.

### Nel Vicino Oriente
Dal 2001 al settembre 2003, è corrispondente per i servizi giornalistici radiofonici e televisivi a Gerusalemme. In quel frangente, durante l'assedio alla basilica della Natività di Betlemme (Cisgiordania), nella quale si erano asserragliati 240 miliziani palestinesi (tra loro anche civili) appartenenti alle Brigate dei Martiri di al-Aqsa, Jihad Islamica, Hamas e ai Tanzim, i giornalisti italiani: Marc Innaro (Rai), Toni Capuozzo (Tg5), Ferdinando Pellegrini (GrRai), Luciano Gulli (inviato de il Giornale) e gli operatori Mauro Maurizi (Rai) e Garu Nalbandyan (Mediaset), quest'ultimo cittadino armeno, dal 2 al 3 aprile 2002 rimangono intrappolati nel convento francescano accanto alla basilica. I giornalisti, poi spostatisi nelle cucine dell'ostello Casanova dell'attigua chiesa di Santa Caterina, grazie alla mediazione delle autorità diplomatiche italiane, saranno esfiltrati con due auto blindate del consolato generale guidate dai carabinieri e scortate da un blindato israeliano.
Nel settembre 2003 viene trasferito al Cairo in qualità di corrispondente Rai  per l'Egitto, i Paesi del Maghreb e dell'Africa subsahariana, rimanendovi fino all’agosto 2014.

### Di nuovo in Russia

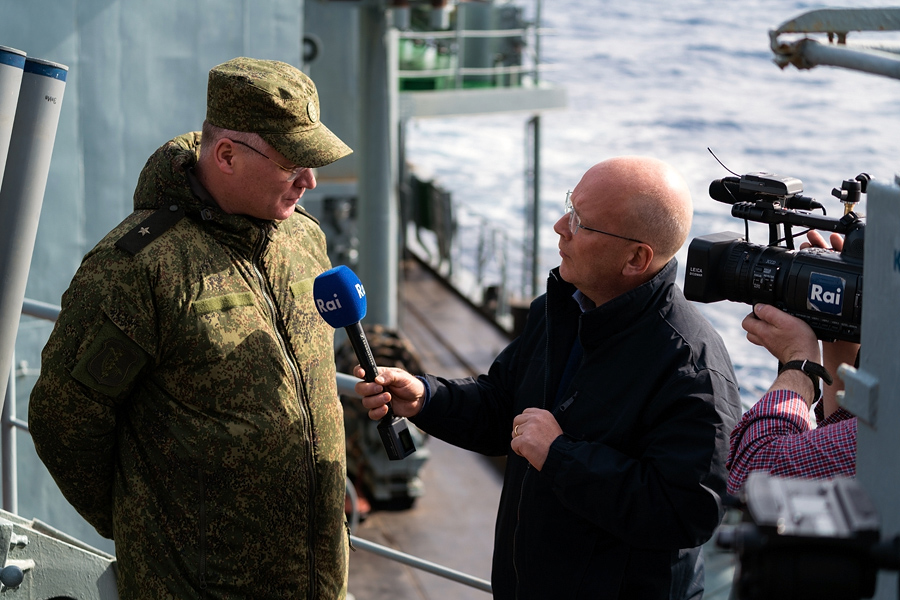
Il portavoce del Ministero della difesa russo Igor' Konašenkov, intervistato dal capo-corrispondente Rai a Mosca Marc Innaro durante il posizionamento della VMF innanzi alle coste siriane. Mar Mediterraneo, gennaio 2016

Nel settembre 2014 torna nuovamente a Mosca come corrispondente Rai per la Russia e i Paesi della CSI e, poco dopo, ne diventa il capufficio; successivamente, nel 2015, è promosso caporedattore della stessa sede.
Durante questo periodo nasce una polemica politica sulla sua analisi del conflitto che ha portato all'invasione russa dell'Ucraina, fatta su TG2 Post durante la puntata del 26 febbraio 2022, ossia: «basta guardare la cartina geografica per capire che, negli ultimi 30 anni, chi si è allargato non è stata la Russia, ma la NATO», una delle motivazioni sostenute dal Cremlino per giustificare l'aggressione all'Ucraina.
Un’ulteriore polemica politica sorge qualche giorno più tardi con un suo servizio per lo speciale del Tg2, intitolato "Brivido Russo" dove, sebbene Innaro ribadisca più volte che quello fosse il punto di vista di Mosca, viene accusato di rilanciare direttamente e senza filtri la propaganda del Cremlino che insinuava una responsabilità di Kiev nell'attacco russo alla centrale nucleare di Zaporižžja, secondo cui «L'attacco è opera di sabotatori ucraini», facendo quindi da cassa di risonanza per la loro narrazione e venendo persino tacciato di “filo-putinismo”.
Ad ogni modo, pochi giorni dopo – a seguito dell’approvazione di una legge prima dalla Duma e poi dal Consiglio della Federazione Russa, che introduce condanne fino a 15 anni di carcere per chi "intenzionalmente" pubblica notizie ritenute false da Mosca – attraverso una nota ufficiale di viale Mazzini, la Rai (come molte altre testate giornalistiche e agenzie stampa nazionali e internazionali), sospende da sabato 5 marzo 2022 tutti i servizi giornalistici dei propri inviati e corrispondenti dalla Russia.
Tale scelta viene criticata da diversi giornalisti, tra i quali lo stesso Marc Innaro. Tuttavia, i servizi di corrispondenza Rai dalla Russia riprendono infine dal 30 marzo 2022.

### Trasferimento in Egitto
Il 5 luglio 2022 viene annunciato il suo trasferimento al Cairo in qualità di caporedattore dell'ufficio di corrispondenza Rai per l’Egitto, i Paesi del Maghreb e l’Africa Nera.

## Opere
- Giuseppe Bonavolontà e Marc Innaro, L'assedio della natività, Milano, Ponte alle Grazie, 2002, ISBN 978-88-79286169.

## Premi e riconoscimenti
Nel 2003 vince, assieme a Giuseppe Bonavolontà, il XXXVIII Premio Saint Vincent per il giornalismo nella sezione: “Servizi o rubriche televisive nazionali” Tg1 per TV7 dal titolo: Prigionieri nella Basilica di Betlemme.
Nel 2009 vince il XV Premio giornalistico televisivo Ilaria Alpi per la sezione “miglior servizio da TG” dal titolo: Contabile Hamas, andato in onda su Tg3, (Rai 3).